# リスク
リスク (英: risk)とは、将来のいずれかの時において何か悪い事象が起こる可能性をいう。この概念をベースとして、金融学や工学、あるいはリスクマネジメントの理論の中で派生的にバリエーションのある定義づけがなされている。
例えば、ファイナンスの分野においては、「悪い事象が起こる可能性」だけではなく「良い事象が起こる可能性」もリスクに含まれると著書に記載している有識者もいる（Aswath Damodaran (2003)）。同氏の著書"Investment Valuation - Tools and Techniques for Determining the Vaule of Any Asset (Third Edition, 2012)"では、「ほとんどの人々にとってリスクは、好まない結果を得る可能性を指す。専門辞書では「危険に晒されること」と定義されている。リスクとは、ほぼ完全にマイナスの用語である。」と述べた上で、「ファイナンスの分野では、リスクは悪い結果（期待以下のリターン）だけではなく、良い結果（期待以上のリターン）も含む。」と記している。（ファイナンス以外の分野でも、下記経済産業省のテキストなど、これに近い定義がなされる場合もある。）これに対してNovak S.Y. 氏（ファイナンス）は、「リスクとは望まない事象が起こる確率」と、上記OXFORD英英辞典と同様の一般的な意味として記載している。
日本語では「危険」と訳されることもあるが、上記OXFORD英英辞典の定義によるとリスクは「悪い事象」ではなく「悪い事象が起こる可能性」であり、悪い事象の「重大性」と「可能性」のマトリックスによって「リスク」の大小が決定づけられることとなる。
語源であるラテン語の「risicare」は「（悪い事象が起こる可能性を覚悟の上で）勇気をもって試みる」ことを意味する。

## 概説
経済産業省「先進企業から学ぶ事業リスクマネジメント 実践テキスト」によれば、リスクの定義は以下の3つの概念のいずれかで定義できるとし、同テキストでは基本的に、「リスク」はプラス・マイナス両面を含めた概念（【概念１】）としている。
- 【概念１】プラスの影響とマイナスの影響のどちらも与えるものである。財務関連のリスクや戦略リスクなど、一つの行為がプラス・マイナス両方の結果を生む可能性のあるものが対象である場合考えやすい定義。リスク管理として、合計が零になるように候補を上げる方法がある。
  - リスクとは「組織の収益や損失に影響を与える不確実性」[2]
- 【概念２】マイナスに影響をするもののみを言い、プラスの影響は視野に入れない。いわゆるハザード関連のリスクに使われる定義であり、従来より広く使われている。ただしリターンを増大させるために積極的にリスクを取る、といった活動に結びつきにくいきらいがある
  - リスクとは「危害の発生確率及びその危害の程度の組合せ。」[3]
  - リスクとは「ある事象生起の確からしさと、それによる負の結果の組合せ」[4]
- 【概念３】マイナスに影響をするもののみを言い、プラスに影響するものに別の名前(「機会」など)をつける。従来のマイナス方向の影響のみという定義を踏襲しつつ、同時にプラスの影響についても視野に入れ、双方をコントロールすることを前提

## 語義

### 経済学上のリスク
以下、金融理論のうち、「株式」等に特化したリスクについて書かれており、「経済学においては一般的に」ということについての根拠に乏しい。文献を明示する必要がある。冒頭のファイナンスの分野における定義に関して、例えば債権だと、通常、定められた利回りよりも上にぶれる不確実性はなく、一般的なリスクの意味（悪いことが起こる可能性）で説明できる。株式の場合には、損失の可能性だけでは事象が説明できないため、利得の可能性も含めた正負のリターンの確率分布をモデル化し、その標準偏差をリスクの大きさとして定量化する手法が一般的である。リスクを定量的に表すために正規分布の概念を用いているだけで、良いことが起こる可能性も含めてリスクと呼んでいるわけではないという可能性もある。現に、新聞紙上で、「この株式に投資すれば、新製品の開発によりリターンが飛躍的に上がるという大きなリスクがある。」などの記載はなされない。
経済学においては一般的に、リスクは「ある事象の変動に関する不確実性」を指し、リスク判断に結果は組み込まれない。例えば、高層ビルの屋上の端に立つのは危険であるが、まだ転落するか無事であるかは分からない。この状態はかなり不確実でリスクが高い。しかし、転落すればほぼ確実に命がないため、転落と同時にリスクが低下することになる。
リスクの概念は、経済学の中でも金融理論においてよく用いられる。投資において、将来の収益が必ずしも確実といえない投資手段があるためである。投資におけるリスクは、分散投資を行うことによって低減させることが可能である。株式投資を例に取ると、単一銘柄に投資を行っている場合、その企業の持つ固有リスクのために、期待される収益を得るに当たっての不確実性が高い。しかし、投資先を分散することによって企業固有のリスクを和らげることができる。投資先を可能な限り分散し、固有リスクを分散することによって、投資によるリスクは市場リスクに近づけることができる。株式投資の例に戻ると、市場リスクとは、例えばTOPIXのような市場平均を指す。
利得がある不確実性をアップサイドリスク(Upside Risk)、損失する不確実性をダウンサイドリスク(Downside Risk)と呼ぶ。英語では、The Upside/Downside of Risk（リスクの上側部分／下側部分）という言い回しもあり、同じ意味で使われている。上記経済産業省のテキストにおいて使われている定義も、リスクとは「組織の収益や損失に影響を与える不確実性」であり、「プラスの影響とマイナスの影響のどちらも与えるものである」ことから、後者の呼び方の方が誤解が少ない。収益や損失、あるいはその可能性自体をそれぞれリスクと呼ぶのではなく包括的な不確実性をリスクと呼ぶということである。
リスクが高いものは損失と利得の度合いが期待リターンに対して高くなる。また期待リターンの大きいものは一般にリスクも大きい。それゆえ期待リターンの高いものは元本の減るリスクが高まる。そのため、高い利得を得たい者は、損失する可能性を覚悟しなくてはならない。金融工学はここに目をつけ、統計学などを利用することで、リスクを扱いやすくすることを目指している。
主なリスクの種類として、価格変動リスク、デフォルトリスク、流動性リスク、インフレリスク等があげられる。

### 物のリスク
物のリスクは、物（物質と物品）にかかわって、その周辺物（人、生態、有形財産）が実際に被る可能性がある悪影響の大きさを示し、必ずマイナス・イメージである。プラス・イメージについてあわせて議論するときにはベネフィットという語とともに使われる。
リスク概念は「安全」概念の定義と結びつけてはじめてその概念と背景にある思想が理解できる：
この背景には、リスク・ゼロ追求は現実的な安全追求の姿勢でないという反省がある。
物の不適切な取扱いの結果、周りに、その物固有の危険性が影響を及ぼして、悪い事象（危害、損傷、損害等）が出現した時、リスクが現実となってしまうことがありうる。ここで物は物質又は物品の場合がある。また、周りとして、人、生態、有形財産の場合がある。この周りの一つとして社会を考える場合もある。ここでの危険性には、いわゆる（狭義の）危険性と有害性の両方を含むため、これをはっきりさせるために危険有害性という用語が使われる場合も多くある（英語に由来するハザードというカタカナ表記も使われる。）。
つまり、物のリスク評価を実施するときには、
- 1a 物固有の危険性を特定し、その程度を評価し（危険性評価）
- 1b その物が取り扱われている（取扱い）状態を特定し、その周り（人、生態、有形財産等）との接触（暴露等）の頻度、範囲、量等を評価し（暴露評価（英語版））、
- 2 その組み合わせで実際に悪い事象の出現する可能性とその大きさを見積もり、その結果が不当に大きいかどうかを判断する（リスク判定（英語版））

ことになる。

#### 物固有の危険性
1. 機械危険性: 物品の持つ機械的特性に基づく危険性。鋭利な刃先（裂傷にかかわる）、回転機械（巻き込まれ事故に係わる）等。
2. 物理危険性: 物の持つ熱、圧力、音など物理現象に基づく危険性。特に、燃焼性、爆発性が問題となる。
3. 健康危険性: 物質の持つ人の生命および健康に係わる有害性。急性毒性。慢性毒性。発癌性。感作性（アレルギー）、生殖毒性、変異原性等。
4. 環境（生態）危険性: 物質の持つ地球環境や人以外の動植物に係わる危険有害性。オゾン層破壊物質、地球温暖化物質; 水棲生物に対する急性・慢性毒性。陸棲生物に対する急性・慢性毒性等。

2から4についての多くはGHSによる分類と表示の国際的調和作業が進行中である。これにより危険性を類型的に処理することができるようになり、対策立案も容易になる。国際的にはこのGHSの原型ともいえるRTDGに基づいて航空輸送、海上輸送、陸上輸送の安全対策が立てられている（ただし、日本の陸上輸送の安全は国際基準に基づいていない）。

#### リスク削減による安全
このように考えることによって、リスク判定の結果「不当にリスクが大きい」、つまり、安全の程度が低すぎるとされた場合、どうやって安全を確保するかという課題を解決する（リスク軽減策を立てる）上で整理がしやすくなる。つまり、
- 1a 物の持つ固有の危険性を低くする。物質的な加工・修正による事前の処置を指す。

たとえば、鋭利な部分を取り除く、切れにくくする/切れやすくする、不燃剤を混ぜる、粒子のサイズを大きくする（細かいものは粉塵爆発を引き起こす、肺の奥のほうにまで到達して悪影響を与えるなどのリスクがある）、危険有害性の低いものに替える等々。
- 1b 取扱い手順を見直す、たとえば、切れにくい刃物はそのまま使用せず砥いでから使用する手順とする; 換気を行う（湯沸し器による一酸化炭素中毒）; 取り扱うものに合った手袋や眼鏡や前掛け等を使用する; スプレー缶は穴を開けてから捨てる; そしてなによりも取り扱う物の特性（特に危険性）をよく理解する、あるいは、GHSの目的に挙げられているように、その理解に必要な情報をわかりやすく提供する等がある。

### 経営学上のリスク
企業経営上のリスク対応は、主に経営資源とブランドを確保することが求められる。すなわち資金・人・物・時間というリソースと、会社としての信用である。

### 工学上のリスク
工学においては、リスク (risk) とは、一般的に「ある事象生起の確からしさと、それによる負の結果の組合せ」をいう（JIS Z 8115「ディペンダビリティ（信頼性）用語」）。この場合、リスクの対象は限定されない。
一例として人体もしくは財産等に対するリスクに危害リスク (risk of harm) といった危害発生の確からしさ、危害の厳しさの1つの組合せなどのリスクがあり、リスクには事象が顕在化することから好ましくない影響ごとが発生されること、その事象がいつ顕在化するかが明らかではない発生不確定性があるという性質が含まれる。

### 情報技術関連のリスク
情報技術システムにおけるリスクは、経済学と違いより良い結果が出ることはリスクとならない。損失の可能性があるものだけがリスクとみなされる。ISOなどの組織が情報技術におけるリスクを定義しており、ISOは「特定の脅威が資産の脆弱性を悪用し、それによって組織に害を及ぼす可能性のこと。これは、イベントの発生確率とその結果の組み合わせの観点から測定される。」と定義している。
対策として、データのバックアップ、冗長化や、サイバーセキュリティへの対応など、いくつかの対策が求められる。標準化団体などが、対策として取るべき内容を規定している。

### 監査におけるリスク
財務諸表監査におけるリスクは、重要な虚偽表示を見逃して誤った監査意見を表明してしまう危険性のことを指す。これを特に監査リスクと呼び、固有リスク、統制リスク、発見リスクに分解する。

### 用語
- リスク評価
- 危険性評価（英語版）
- 暴露評価（英語版）
- リスク判定（英語版）
- 影響の量依存性評価

## リスクモデル
リスクは、マイナスしか考慮しない場合には、危害の源（ハザード）と危害が広がる経路、および発生の重大性、発生確率を数値化し、掛け合わせたものがそのリスクの値となる。
プラスも考慮する場合には、利得の源と利得が広がる経路、および発生の重大性、発生確率を数値化し、掛け合わせたものがそのリスクの値となる。

## リスクホメオスタシス理論
リスクホメオスタシス理論はカナダの交通心理学者ジェラルド・ワイルドが提唱したもので、リスクを減らすための安全策を講じても、人は安全になった分だけ大胆な行動をとるようになるため、結果としてリスクは安全策を講じる前と変わらない、つまりリスクには恒常性（ホメオスタシス）がある、とする仮説である。

## その他
- リスクを制御するための一連の行為を総称してリスク管理と呼ぶ。1995年の阪神・淡路大震災や地下鉄サリン事件などによって、日本のリスク管理の甘さが指摘された。

- リスクに関する研究は、現象学的アプローチ、政策学的アプローチ、経済学的アプローチなど、学際的にさまざまな方面から行われている。

- 不確実性は、対象に対する完備情報や完全情報をもっていないことから生じる。